# Thrill Seeker
Thrill Seeker è il primo album in studio del gruppo melodic metalcore statunitense August Burns Red, pubblicato nel 2005.

## Tracce
1. Your Little Suburbia Is in Ruins – 3:58
2. Speech Impediment – 4:01
3. Endorphins – 3:10
4. Too Late for Roses – 3:19
5. Barbarian – 3:45
6. The Reflective Property – 3:51
7. A Wish Full of Dreams – 2:58
8. Consumer – 4:10
9. A Shot Below the Belt – 4:10
10. Eve of the End – 3:09
11. The Seventh Trumpet – 8:12

## Formazione
- Josh McManness − voce
- JB Brubaker − chitarra
- Brent Rambler − chitarra
- Jordan Tuscan − basso
- Matt Greiner − batteria